# Copa de la Reina de Balonmano 2014-15
La Copa de la Reina de Balonmano 2015 fue la 36.ª edición de la Copa de la Reina de balonmano. 
La sede fue Castellón de la Plana, en la Comunidad Valenciana, del 20 al 22 de febrero de 2015.
Los partidos se jugaron en el Pabellón Ciutat de Castelló, con 6.000 asientos. Fue organizado por la Federación Valenciana de Balonmano, la Comunidad de Madrid, el Ayuntamiento de Castellón y la RFEBM. Castellón acogió por última vez la Copa de la Reina en 1982.
Rocasa GC ACE ganó su primer título, tras derrotar al Balonmano Bera Bera en la final con el resultado de 20 a 19.

## Sede del evento
| Pabellón Ciutat de Castelló Capacidad: 6.000 |
| -------------------------------------------- |
|                                              |
| Castellón de la Plana                        |

## Primera ronda
| Equipo 1                             | Resultado | Equipo 2             |
| ------------------------------------ | --------- | -------------------- |
| Carobels Cleba                       | 20–26     | Helvetia Alcobendas  |
| Sporting La Rioja                    | 22–25     | Elche Mustang        |
| KH-7 Granollers                      | 32–31     | Porriño              |
| Canyamelar Valencia                  | 30–22     | Prosetecnisa Zuazo   |
| Jofemesa Oviedo                      | 19–30     | Mecalia Atl. Guardés |
| Vivelafruta.com Castelldefels        | 32–34     | Aula Cultural        |
| Adesal Córdoba                       | 15–28     | Bera Bera            |
| Clínicas Rincón Málaga Costa del Sol | 26–37     | Rocasa GC ACE        |

| Equipos clasificados a fase final | Equipos clasificados a fase final | Equipos clasificados a fase final | Equipos clasificados a fase final |
| --------------------------------- | --------------------------------- | --------------------------------- | --------------------------------- |
| Helvetia Alcobendas               | Mustang de Elche                  | KH-7 Granollers                   | Canyamelar Valencia               |
| Mecalia Atl. Guardados            | Aula Cultural                     | Bera Bera                         | Rocasa GC ACE                     |

## Fase final
|  | Cuartos de final         | Cuartos de final      |                          |               | Semifinales           | Semifinales           |  |           | Final                 | Final                 |  |
|  | 20 de febrero de 2014    | 20 de febrero de 2014 |                          |               | 21 de febrero de 2014 | 21 de febrero de 2014 |  |           | 22 de febrero de 2014 | 22 de febrero de 2014 |  |
|  |                          |                       |                          |               |                       |                       |  |           |                       |                       |  |
|  |                          |                       |                          |               |                       |                       |  |           |                       |                       |  |
|  | Bera Bera                | 29                    |                          |               |                       |                       |  |           |                       |                       |  |
|  | Bera Bera                | 29                    |                          |               |                       |                       |  |           |                       |                       |  |
|  | Elche Mustang            | 26                    |                          |               |                       |                       |  |           |                       |                       |  |
|  | Elche Mustang            | 26                    |                          | Bera Bera     | 23                    |                       |  |           |                       |                       |  |
|  |                          |                       |                          | Bera Bera     | 23                    |                       |  |           |                       |                       |  |
|  |                          |                       | Mecalia Atlético Guardés | 19            |                       |                       |  |           |                       |                       |  |
|  | Canyamelar Valencia      | 24                    | Mecalia Atlético Guardés | 19            |                       |                       |  |           |                       |                       |  |
|  | Canyamelar Valencia      | 24                    |                          |               |                       |                       |  |           |                       |                       |  |
|  | Mecalia Atlético Guardés | 37                    |                          |               |                       |                       |  |           |                       |                       |  |
|  | Mecalia Atlético Guardés | 37                    |                          |               |                       |                       |  | Bera Bera | 19                    |                       |  |
|  |                          |                       |                          |               |                       |                       |  | Bera Bera | 19                    |                       |  |
|  |                          |                       | Rocasa GC ACE            | 20            |                       |                       |  |           |                       |                       |  |
|  | Aula Cultural            | 26                    | Rocasa GC ACE            | 20            |                       |                       |  |           |                       |                       |  |
|  | Aula Cultural            | 26                    |                          |               |                       |                       |  |           |                       |                       |  |
|  | kh-7 Granollers          | 23                    |                          |               |                       |                       |  |           |                       |                       |  |
|  | kh-7 Granollers          | 23                    |                          | Aula Cultural | 23                    |                       |  |           |                       |                       |  |
|  |                          |                       |                          | Aula Cultural | 23                    |                       |  |           |                       |                       |  |
|  |                          |                       | Rocasa GC ACE            | 26            |                       |                       |  |           |                       |                       |  |
|  | Helvetia Alcobendas      | 27                    | Rocasa GC ACE            | 26            |                       |                       |  |           |                       |                       |  |
|  | Helvetia Alcobendas      | 27                    |                          |               |                       |                       |  |           |                       |                       |  |
|  | Rocasa GC. ACE           | 28                    |                          |               |                       |                       |  |           |                       |                       |  |
|  | Rocasa GC. ACE           | 28                    |                          |               |                       |                       |  |           |                       |                       |  |
|  |                          |                       |                          |               |                       |                       |  |           |                       |                       |  |

### Partidos

#### Cuartos de final
| 20 febrero 12:00 (UTC+1) | Aula Cultural | 26-23   | KH-7 Bm Granollers | Pabellón Ciutat de Castelló, Castellón de la Plana Asistencia: 630 espectadores Árbitros: Hermoso del Amo, Monjo Ortega |
| 20 febrero 12:00 (UTC+1) | Fernández 8   | (10-10) | Sandra Pérez 6     | Pabellón Ciutat de Castelló, Castellón de la Plana Asistencia: 630 espectadores Árbitros: Hermoso del Amo, Monjo Ortega |
| 20 febrero 12:00 (UTC+1) | 2× 1×         | Report  | 3×                 | Pabellón Ciutat de Castelló, Castellón de la Plana Asistencia: 630 espectadores Árbitros: Hermoso del Amo, Monjo Ortega |

| 20 febrero 16:00 (UTC+1) | Helvetia Alcobendas | 27–28   | Rocasa G.C. ACE | Pabellón Ciutat de Castelló, Castellón de la Plana Asistencia: 600 espectadores Árbitros: Álvarez Mata, Bustamante López |
| 20 febrero 16:00 (UTC+1) | Aramendía 6         | (13–15) | A Rodríguez 10  | Pabellón Ciutat de Castelló, Castellón de la Plana Asistencia: 600 espectadores Árbitros: Álvarez Mata, Bustamante López |
| 20 febrero 16:00 (UTC+1) | 5× 2×               | Report  | 6× 1×           | Pabellón Ciutat de Castelló, Castellón de la Plana Asistencia: 600 espectadores Árbitros: Álvarez Mata, Bustamante López |

| 20 febrero 12:00 (UTC+1) | Aula Cultural | 26-23   | KH-7 Bm Granollers | Pabellón Ciutat de Castelló, Castellón de la Plana Asistencia: 630 espectadores Árbitros: Hermoso del Amo, Monjo Ortega |
| 20 febrero 12:00 (UTC+1) | Fernández 8   | (10-10) | Sandra Pérez 6     | Pabellón Ciutat de Castelló, Castellón de la Plana Asistencia: 630 espectadores Árbitros: Hermoso del Amo, Monjo Ortega |
| 20 febrero 12:00 (UTC+1) | 2× 1×         | Report  | 3×                 | Pabellón Ciutat de Castelló, Castellón de la Plana Asistencia: 630 espectadores Árbitros: Hermoso del Amo, Monjo Ortega |

| 20 febrero 20:00 (UTC+1) | Canyamelar Valencia | 24-37   | Mecalia Atlético Guardés | Pabellón Ciutat de Castelló, Castellón de la Plana Asistencia: 750 espectadores Árbitros: García Mosquera, Muro San José |
| 20 febrero 20:00 (UTC+1) | Mireia Payá 8       | (10-20) | Kurchankova 6            | Pabellón Ciutat de Castelló, Castellón de la Plana Asistencia: 750 espectadores Árbitros: García Mosquera, Muro San José |
| 20 febrero 20:00 (UTC+1) | 3×                  | Report  | 8× 3×                    | Pabellón Ciutat de Castelló, Castellón de la Plana Asistencia: 750 espectadores Árbitros: García Mosquera, Muro San José |

#### Semifinales
| 21 febrero 16:00 (UTC+1) | Bera Bera     | 23-19  | Mecalia Atl. Guardés | Pabellón Ciutat de Castelló, Castellón de la Plana Asistencia: 800 espectadores Árbitros: Fernández Pérez, García Rodríguez |
| 21 febrero 16:00 (UTC+1) | María Núñez 5 | (13-8) | Benzal, Egozkue 5    | Pabellón Ciutat de Castelló, Castellón de la Plana Asistencia: 800 espectadores Árbitros: Fernández Pérez, García Rodríguez |
| 21 febrero 16:00 (UTC+1) | 3×            | Report | 4× 2×                | Pabellón Ciutat de Castelló, Castellón de la Plana Asistencia: 800 espectadores Árbitros: Fernández Pérez, García Rodríguez |

| 21 febrero 18:15 (UTC+1) | Aula Cultural      | 23-26   | Rocasa GC ACE   | Pabellón Ciutat de Castelló, Castellón de la Plana Asistencia: 1000 espectadores Árbitros: Fernández Pérez, García Rodríguez |
| 21 febrero 18:15 (UTC+1) | Alicia Fernández 7 | (14-14) | Davinia López 8 | Pabellón Ciutat de Castelló, Castellón de la Plana Asistencia: 1000 espectadores Árbitros: Fernández Pérez, García Rodríguez |
| 21 febrero 18:15 (UTC+1) | 1× 2×              | Report  | 5× 3×           | Pabellón Ciutat de Castelló, Castellón de la Plana Asistencia: 1000 espectadores Árbitros: Fernández Pérez, García Rodríguez |

#### Final
| 22 febrero 13:00 (UTC+1) | Bera Bera     | 19-20  | Rocasa GC ACE | Pabellón Ciutat de Castelló, Castellón de la Plana Asistencia: 1200 espectadores Árbitros: Álvarez Mata, Bustamante López |
| 22 febrero 13:00 (UTC+1) | Eli Pineado 7 | (5-9)  | María Luján 5 | Pabellón Ciutat de Castelló, Castellón de la Plana Asistencia: 1200 espectadores Árbitros: Álvarez Mata, Bustamante López |
| 22 febrero 13:00 (UTC+1) | 3× 2×         | Report | 1× 3×         | Pabellón Ciutat de Castelló, Castellón de la Plana Asistencia: 1200 espectadores Árbitros: Álvarez Mata, Bustamante López |
| 22 febrero 13:00 (UTC+1) | FT: 16-16     |        |               | Pabellón Ciutat de Castelló, Castellón de la Plana Asistencia: 1200 espectadores Árbitros: Álvarez Mata, Bustamante López |

## Campeonas
| Dorsal | Nombre              | Posición   |
| ------ | ------------------- | ---------- |
| 1      | María Lionza de Paz | Guardameta |
| 12     | Adriana González    | Guardameta |
| 16     | Silvia Navarro      | Guardameta |
| 10     | Alba Albaladejo     | Central    |
| 11     | Davinia López       | Central    |
| 21     | María González      | Central    |
| 3      | María Luján         | Lateral    |
| 6      | Almudena Rodríguez  | Lateral    |
| 14     | Carmen Simón        | Lateral    |
| 20     | Carmen Toscano      | Lateral    |
| 4      | Melania Falcón      | Extremo    |
| 9      | Bintou Diallo       | Extremo    |
| 7      | Arabia Peña         | Extremo    |
| 9      | Chaxiraxi Hernández | Extremo    |
| 19     | Tiddara Trojaola    | Extremo    |
| 2      | Patricia Guedes     | Pivote     |
| 15     | Haridian Rodríguez  | Pivote     |
| 18     | Yoselín Álvarez     | Pivote     |

## Máximos goleadoras
| Rango | Nombre             | Equipo        | Objetivos |
| ----- | ------------------ | ------------- | --------- |
| 1     | María Luján        | Rocasa GC ACE | 19        |
| 2     | Elisabeth Pinedo   | BM Bera Bera  | 17        |
| 3     | Almudena Rodríguez | Rocasa GC ACE | 16        |
| 4     | María Núñez        | BM Bera Bera  | 13        |
| 5     | Davinia López      | Rocasa GC ACE | 12        |